# تپه چشمه بید ۱۱
تپه چشمه بید ۱۱ مربوط به عصر مفرغ - است و در شهرستان ایلام، بخش مرکزی، روستای چشمه بید واقع شده و این اثر در تاریخ ۲۶ اسفند ۱۳۸۷ با شمارهٔ ثبت ۲۶۰۲۳ به‌عنوان یکی از آثار ملی ایران به ثبت رسیده است.